# Stazione di Madonna del Pilone
La stazione di Madonna del Pilone è una fermata ferroviaria posta sulla linea Alessandria-Cavallermaggiore. Serve il centro abitato di Madonna del Pilone, frazione del comune di Cavallermaggiore.

## Storia
Nel 2016 la stazione è stata soggetta a lavori di riqualificazione, così come tutte le successive stazioni della tratta ferroviaria tra Bra e Alba, nell'ambito dei lavori di elettrificazione della linea tra le due città. Da marzo 2020, il collegamento della linea SFM B Bra-Cavallermaggiore è stato sospeso e da allora la stazione vede saltuariamente transitare treni merci.

## Movimento
La fermata di Madonna del Pilone era servita dai treni della linea SFMB del servizio ferroviario metropolitano di Torino.